# FA Vase
La FA Vase, llamada The Buildhouse FA Vase por razones de patrocinio, es una competición anual de fútbol en la que participan los equipos del quinto y sexto nivel del sistema nacional de ligas de fútbol de Inglaterra, es decir, equipos del noveno y décimo nivel del sistema general de la liga de fútbol inglesa.

## Historia
La copa fue creada en 1974 y participaban equipos profesionales y aficionados, con la diferencia de que los profesionales tenían que pagar una cuota de inscripción, siendo la única competición abierta de fútbol en Inglaterra, mientras que los aficionados no tenían que pagar inscripción al tener su propia competición; la FA Amateur Cup.
En su primera edición participaron más de 200 equipos, con el Hoddesdon Town de la Spartan League venciendo en la final al Epsom & Ewell de la Surrey Senior League 2–1 en Wembley Stadium ante más de 9000 espectadores para ser el primer campeón de la competición.
En septiembre de 2021 el Hinckley AFC impuso un récord en la competitción, venciendo al St Martins por 18-0.

## Condiciones para ser elegible

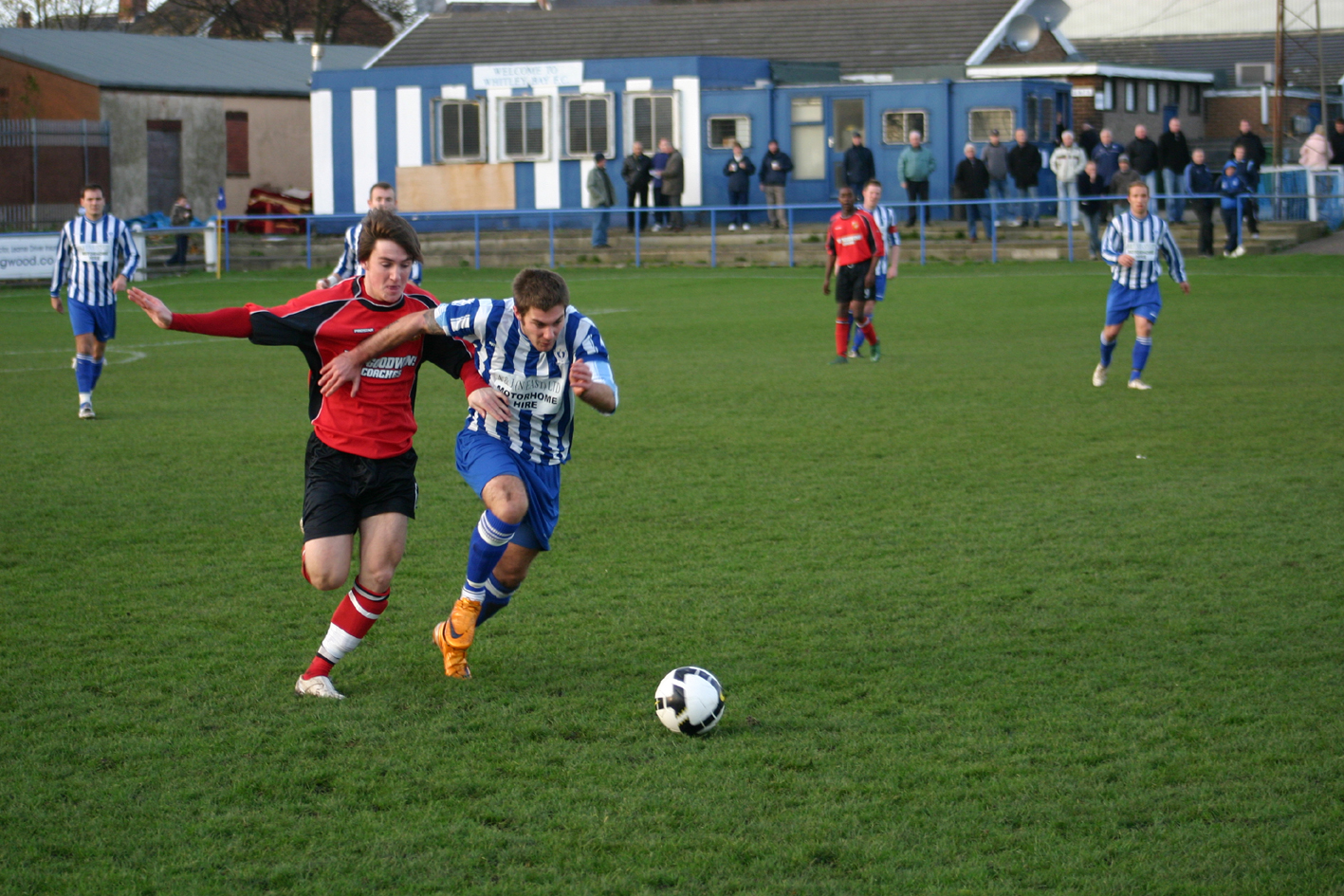
Whitley Bay ante el Abbey Hey en la FA Vase de 2008.

En años recientes, la participación en la FA Vase ha sido restringida para los equipos de la novena categoría hacia abajo del sistema de ligas de Inglaterra (estos equipos clasifican al FA Trophy). La reorganización del sistema nacional de ligas de 2004 creó una nueva quinta categoría (noveno nivel general). Los equipos de las Islas del Canal (First Tower United, St. Martins y Vale Recreation) y de la Isla de Man (Douglas HSOB) participaron en el torneo en el pasado. Guernsey F.C., fundado en 2011 y participante de la Combined Counties League, clasificó para la edición de 2012–13 y llegó hasta las semifinales.

### Excepciones
- Equipos que jugaron la FA Vase en la temporada anterior y terminaron entre los primeros cuatro lugares del quinto nivel, y que inician en la primera ronda, a menos de que hayan logrado el ascenso al cuarto nivel. (Si ascendieron, jugarían inmediatamente en el FA Trophy.)
- Equipos que participaron en el FA Trophy de la temporada previa y descendieron del cuarto nivel como participantes en la primera ronda.
- Clubes que alcanzaron la cuarta ronda o más adelante de la FA Vase de la edición anterior, iniciando en la segunda ronda.

## Resultados
| Temporada       | Campeón              | Resultado | Finalista                | Sede                     |
| --------------- | -------------------- | --------- | ------------------------ | ------------------------ |
| 1974-75         | Hoddesdon Town       | 2–1       | Epsom & Ewell            | Original Wembley Stadium |
| 1975-76         | Billericay Town      | 1–0 *     | Stamford                 | Original Wembley Stadium |
| 1976-77 (1)     | Billericay Town      | 1–1 *     | Sheffield                | Original Wembley Stadium |
| 1976-77 (2)     | Billericay Town      | 2–1       | Sheffield                | City Ground              |
| 1977-78         | Blue Star            | 2–1       | Barton Rovers            | Original Wembley Stadium |
| 1978-79         | Billericay Town      | 4–1       | Almondsbury Greenway     | Original Wembley Stadium |
| 1979-80         | Stamford             | 2–0       | Guisborough Town         | Original Wembley Stadium |
| 1980-81         | Whickham             | 3–2 *     | Willenhall Town          | Original Wembley Stadium |
| 1981-82         | Forest Green Rovers  | 3–0       | Rainworth Miners Welfare | Original Wembley Stadium |
| 1982-83         | VS Rugby             | 1–0       | Halesowen Town           | Original Wembley Stadium |
| 1983-84         | Stansted             | 3–2       | Stamford                 | Original Wembley Stadium |
| 1984-85         | Halesowen Town       | 3–1       | Fleetwood Town           | Original Wembley Stadium |
| 1985-86         | Halesowen Town       | 3–0       | Southall                 | Original Wembley Stadium |
| 1986-87         | St Helens Town       | 3–2       | Warrington Town          | Original Wembley Stadium |
| 1987-88         | Colne Dynamoes       | 1–0 *     | Emley                    | Original Wembley Stadium |
| 1988–89 (1)     | Tamworth             | 1–1 *     | Sudbury Town             | Original Wembley Stadium |
| 1988-89 (2) (R) | Tamworth             | 3–0       | Sudbury Town             | London Road              |
| 1989-90 (1)     | Yeading              | 0–0 *     | Bridlington Town         | Original Wembley Stadium |
| 1989-90 (2)     | Yeading              | 1–0 *     | Bridlington Town         | Elland Road              |
| 1990-91 (1)     | Guiseley             | 4–4 *     | Gresley Rovers           | Original Wembley Stadium |
| 1990-91 (2)     | Guiseley             | 3–1       | Gresley Rovers           | Bramall Lane             |
| 1991-92         | Wimborne Town        | 5–3       | Guiseley                 | Original Wembley Stadium |
| 1992-93         | Bridlington Town     | 1–0       | Tiverton Town            | Original Wembley Stadium |
| 1993-94         | Diss Town            | 2–1 *     | Taunton Town             | Originak Wembley Stadium |
| 1994-95         | Arlesey Town         | 2–1       | Oxford City              | Original Wembley Stadium |
| 1995-96         | Brigg Town           | 3–0       | Clitheroe                | Original Wembley Stadium |
| 1996-97         | Whitby Town          | 3–0       | North Ferriby United     | Original Wembley Stadium |
| 1997-98         | Tiverton Town        | 1–0       | Tow Law Town             | Original Wembley Stadium |
| 1998-99         | Tiverton Town        | 1–0       | Bedlington Terriers      | Original Wembley Stadium |
| 1999-2000       | Deal Town            | 1–0       | Chippenham Town          | Original Wembley Stadium |
| 2000-01         | Taunton Town         | 2–1       | Berkhamsted Town         | Villa Park               |
| 2001–02         | Whitley Bay          | 1–0 *     | Tiptree United           | Villa Park               |
| 2002-03         | Brigg Town           | 2–1       | A.F.C. Sudbury           | Boleyn Ground            |
| 2003-04         | Winchester City      | 2–0       | A.F.C. Sudbury           | St Andrew's              |
| 2004-05         | Didcot Town          | 3–2       | A.F.C. Sudbury           | White Hart Lane          |
| 2005-06         | Nantwich Town        | 3–1       | Hillingdon Borough       | St Andrew's              |
| 2006-07         | Truro City           | 3–1       | A.F.C. Totton            | Wembley Stadium          |
| 2007-08         | Kirkham & Wesham     | 2–1       | Lowestoft Town           | Wembley Stadium          |
| 2008-09         | Whitley Bay          | 2–0       | Glossop North End        | Wembley Stadium          |
| 2009-10         | Whitley Bay          | 6–1       | Wroxham                  | Wembley Stadium          |
| 2010-11         | Whitley Bay          | 3–2       | Coalville Town           | Wembley Stadium          |
| 2011-12         | Dunston UTS          | 2–0       | West Auckland Town       | Wembley Stadium          |
| 2012-13         | Spennymoor Town      | 2–1       | Tunbridge Wells          | Wembley Stadium          |
| 2013-14         | Sholing              | 1–0       | West Auckland Town       | Wembley Stadium          |
| 2014-15         | North Shields        | 2–1 *     | Glossop North End        | Wembley Stadium          |
| 2015-16         | Morpeth Town         | 4–1       | Hereford                 | Wembley Stadium          |
| 2016-17         | South Shields        | 4–0       | Cleethorpes Town         | Wembley Stadium          |
| 2017-18         | Thatcham Town        | 1–0       | Stockton Town            | Wembley Stadium          |
| 2018-19         | Chertsey Town        | 3–1 *     | Cray Valley Paper Mills  | Wembley Stadium          |
| 2019-20         | Hebburn Town         | 3-2       | Consett                  | Wembley Stadium          |
| 2020–21         | Warrington Rylands   | 3–2       | Binfield                 | Wembley Stadium          |
| 2021–22         | Newport Pagnell Town | 3–0       | Littlehampton Town       | Wembley Stadium          |
| 2022–23         | Ascot United         | 1–0       | Newport Pagnell Town     | Wembley Stadium          |

## Títulos por equipo
En cursiva aparecen los equipos desaparecidos y en negrita los equipos participantes en la English Football League en la temporada 2023 y no participan ni en el FA Trophy ni en la FA Vase.
| Club                     | Títulos | Último Título | Finalista | Última Final |
| ------------------------ | ------- | ------------- | --------- | ------------ |
| Whitley Bay              | 4       | 2011          | 0         | —            |
| Billericay Town          | 3       | 1979          | 0         | —            |
| Tiverton Town            | 2       | 1999          | 1         | 1993         |
| Halesowen Town           | 2       | 1986          | 1         | 1983         |
| Brigg Town               | 2       | 2003          | 0         | —            |
| Stamford                 | 1       | 1980          | 2         | 1984         |
| Newport Pagnell Town     | 1       | 2022          | 1         | 2023         |
| Taunton Town             | 1       | 2001          | 1         | 1994         |
| Bridlington Town         | 1       | 1993          | 1         | 1990         |
| Guiseley                 | 1       | 1991          | 1         | 1992         |
| Ascot United             | 1       | 2023          | 0         | —            |
| Warrington Rylands       | 1       | 2021          | 0         | —            |
| Hebburn Town             | 1       | 2020          | 0         | —            |
| Chertsey Town            | 1       | 2019          | 0         | —            |
| Thatcham Town            | 1       | 2018          | 0         | —            |
| South Shields            | 1       | 2017          | 0         | —            |
| Morpeth Town             | 1       | 2016          | 0         | —            |
| North Shields            | 1       | 2015          | 0         | —            |
| Sholing                  | 1       | 2014          | 0         | —            |
| Spennymoor Town          | 1       | 2013          | 0         | —            |
| Dunston UTS              | 1       | 2012          | 0         | —            |
| AFC Fylde                | 1       | 2008          | 0         | —            |
| Truro City               | 1       | 2007          | 0         | —            |
| Nantwich Town            | 1       | 2006          | 0         | —            |
| Didcot Town              | 1       | 2005          | 0         | —            |
| Winchester City          | 1       | 2004          | 0         | —            |
| Deal Town                | 1       | 2000          | 0         | —            |
| Whitby Town              | 1       | 1997          | 0         | —            |
| Arlesey Town             | 1       | 1995          | 0         | —            |
| Diss Town                | 1       | 1994          | 0         | —            |
| Wimborne Town            | 1       | 1992          | 0         | —            |
| Yeading                  | 1       | 1990          | 0         | —            |
| Tamworth                 | 1       | 1989          | 0         | —            |
| Colne Dynamoes           | 1       | 1988          | 0         | —            |
| St Helens Town           | 1       | 1987          | 0         | —            |
| Stansted                 | 1       | 1984          | 0         | —            |
| VS Rugby                 | 1       | 1983          | 0         | —            |
| Forest Green Rovers      | 1       | 1982          | 0         | —            |
| Whickham                 | 1       | 1981          | 0         | —            |
| Newcastle Blue Star      | 1       | 1978          | 0         | —            |
| Hoddesdon Town           | 1       | 1975          | 0         | —            |
| A.F.C. Sudbury           | 0       | —             | 3         | 2005         |
| Glossop North End        | 0       | —             | 2         | 2015         |
| West Auckland Town       | 0       | —             | 2         | 2014         |
| Littlehampton Town       | 0       | —             | 1         | 2022         |
| Binfield                 | 0       | —             | 1         | 2021         |
| Consett                  | 0       | —             | 1         | 2020         |
| Cray Valley Paper Mills  | 0       | —             | 1         | 2019         |
| Stockton Town            | 0       | —             | 1         | 2018         |
| Hereford                 | 0       | —             | 1         | 2016         |
| Tunbridge Wells          | 0       | —             | 1         | 2013         |
| Coalville Town           | 0       | —             | 1         | 2011         |
| Wroxham                  | 0       | —             | 1         | 2010         |
| Lowestoft Town           | 0       | —             | 1         | 2008         |
| A.F.C. Totton            | 0       | —             | 1         | 2007         |
| Hillingdon Borough       | 0       | —             | 1         | 2006         |
| Tiptree United           | 0       | —             | 1         | 2002         |
| Berkhamsted Town         | 0       | —             | 1         | 2001         |
| Chippenham Town          | 0       | —             | 1         | 2000         |
| Bedlington Terriers      | 0       | —             | 1         | 1999         |
| Tow Law Town             | 0       | —             | 1         | 1998         |
| North Ferriby United     | 0       | —             | 1         | 1997         |
| Clitheroe                | 0       | —             | 1         | 1996         |
| Oxford City              | 0       | —             | 1         | 1995         |
| Gresley Rovers           | 0       | —             | 1         | 1991         |
| Sudbury Town             | 0       | —             | 1         | 1989         |
| Emley                    | 0       | —             | 1         | 1988         |
| Warrington Town          | 0       | —             | 1         | 1987         |
| Southall                 | 0       | —             | 1         | 1986         |
| Fleetwood Town           | 0       | —             | 1         | 1985         |
| Rainworth Miners Welfare | 0       | —             | 1         | 1982         |
| Willenhall Town          | 0       | —             | 1         | 1981         |
| Guisborough Town         | 0       | —             | 1         | 1980         |
| Almondsbury Greenway     | 0       | —             | 1         | 1979         |
| Barton Rovers            | 0       | —             | 1         | 1978         |
| Sheffield                | 0       | —             | 1         | 1977         |
| Epsom & Ewell            | 0       | —             | 1         | 1975         |

## Cobertura medíatica
BT Sport transmitió la final de 2016 entre Hereford y Morpeth Town en vivo el 22 de mayo como parte de una doble transmisión junto a la final del FA Trophy. La transmisión se ha continuado realizando desde entonces.